# انارکول
انارکول، روستایی سرسبز، زیبا و گردشگری از توابع بخش رحمت‌آباد و بلوکات شهرستان رودبار در استان گیلان ایران است.
انارکول، در ۵ کیلومتری شرق رستم آباد واقع شده و در تقسیمات جغرافیایی جزء حوزه شهری توتکابن به شمار می‌رود.

## جمعیت
این روستا در دهستان رحمت‌آباد قرار دارد و براساس سرشماری مرکز آمار ایران در سال ۱۳۸۵، جمعیت آن ۱۸۱ نفر (۶۳خانوار) بوده‌است.

## مردم و زبان
مردم روستای انارکول به زبان تالشی سخن می‌گویند.

به گفته اعتمادالسلطنه منطقه آنارکوه (تپه آنار) و انارکول در شرق رود سپیدرود برگرفته از نام قوم آناریاکه است.